# Stefan Wyszyński
(Frase del cardinal Wyszyński)
Stefan Wyszyński (Zuzela, 3 agosto 1901 – Varsavia, 28 maggio 1981) è stato un cardinale e arcivescovo cattolico polacco e primate di Polonia.
Ha svolto un ruolo determinante non solo nell'evoluzione dei rapporti tra la Chiesa cattolica e lo Stato a regime comunista, ma nello stesso sviluppo della storia del suo paese durante la guerra fredda. La sua beatificazione, approvata da papa Francesco, è stata celebrata nel 2021.

## Biografia
Nacque a Zuzela il 3 agosto 1901.
Entrò diciannovenne nel seminario di Włocławek e, compiuti gli studi istituzionali filosofici e teologici, il 3 agosto 1924 fu ordinato prete dal vescovo Wojciech Stanisław Owczarek, ausiliare di Włocławek.
Proseguì gli studi presso l'Università cattolica di Lublino e nel 1929 conseguì la laurea in diritto canonico. Fu docente nel seminario maggiore di Włocławek dal 1930 al 1939 e nel 1932 organizzò l'associazione della gioventù operaia.
Nel 1942 conobbe Maria Okońska e divenne suo collaboratore nella fondazione delle Ausiliare di Maria Chiaramontana, Madre della Chiesa.
Durante la rivolta di Varsavia del 1944 fu cappellano degli insorti e, terminata la guerra, rientrò a Włocławek dove si impegnò a riaprire il seminario maggiore.
Il 4 marzo 1946 papa Pio XII lo nominò vescovo di Lublino. Il 12 maggio ricevette l'ordinazione dal primate di Polonia, il cardinale August Hlond, arcivescovo di Gniezno, coconsacranti Karol Mieczysław Radoński, vescovo di Włocławek, e Stanisław Czajka, ausiliare di Częstochowa.
Eletto nel 1948 arcivescovo di Gniezno e Varsavia, come altri prelati degli Stati dell'Est europeo si trovò, negli anni dello stalinismo, impedito di esercitare la propria missione.
Il regime di Bolesław Bierut, che aveva incarcerato, ma senza un processo, Władysław Gomułka, lo aveva confinato in un convento.
La persecuzione non fece però perdere la serenità di visione al cardinale che, nell'ottobre del 1956, quando la Polonia si ribellò alla dittatura sovietica e si avviò sulla via nazionale al socialismo riaffidando la guida del partito a Gomułka (Rivolta di Poznań), diede prova di notevole sensibilità politica.
Wyszyński infatti fu pronto a concordare con Gomułka un modus vivendi tra Stato e Chiesa evitando atteggiamenti che avrebbero potuto accrescere la tensione nel Paese e favorire un intervento armato sovietico (come si sarebbe registrato invece puntualmente, poche settimane più tardi, a seguito della Rivolta d'Ungheria).
Il cardinale venne giudicato troppo moderato dagli ambienti più conservatori della Curia romana e quando il primate polacco, nel 1957, poté finalmente compiere un viaggio a Roma per poter far visita a papa Pio XII, dovette fare alcuni giorni di anticamera.
Partecipò ben a quattro conclavi, quelli che elessero Giovanni XXIII, Paolo VI, Giovanni Paolo I e Giovanni Paolo II.
Nel secondo conclave del 1978, quello di ottobre, il suo nome venne più volte accostato come papabile, ma, secondo alcuni cronisti ed esperti dell'epoca, fu proprio lui a indicare come nome valido alla successione di Giovanni Paolo I quello dell'arcivescovo di Cracovia, Karol Wojtyła.
Grande amico di papa Giovanni Paolo II, il suo funerale fu un evento nazionale a cui non poté assistere perché ancora ricoverato al Policlinico Gemelli dopo l'attentato del 13 maggio, appena 15 giorni prima della morte del cardinale. Il feretro del cardinal Wyszyński oggi è inumato presso la Basilica arcicattedrale di San Giovanni Battista a Varsavia.

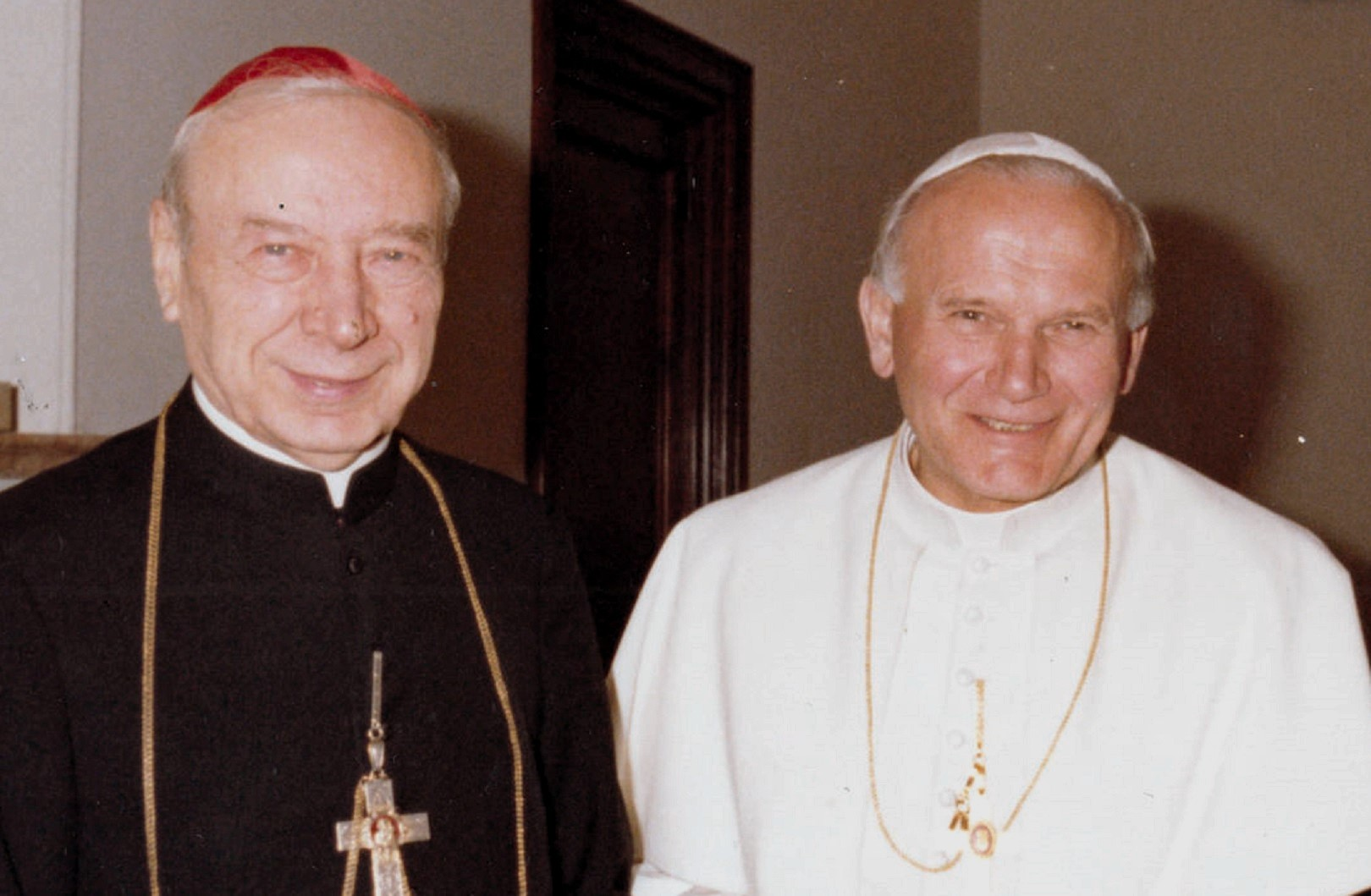
Il cardinale Stefan Wyszynski accanto a papa Giovanni Paolo II nell'ottobre 1980

## Il processo di beatificazione ed il culto
La causa di beatificazione e canonizzazione è stata introdotta il 29 maggio 1989 per iniziativa di papa Giovanni Paolo II.
Il 6 febbraio 2010 la causa ha terminato la sua fase diocesana ed è stata trasmessa alla Congregazione delle cause dei santi.
Il 18 dicembre 2017 è stato proclamato venerabile, dopo che papa Francesco ne ha riconosciuto le virtù eroiche.
Il 2 ottobre 2019 papa Francesco ha autorizzato la Congregazione delle cause dei santi a promulgare il decreto riguardante un miracolo attribuito al venerabile Stefan Wyszyński per la beatificazione. La celebrazione, inizialmente prevista a Varsavia per il 7 giugno 2020, è stata rinviata, a causa dell'emergenza coronavirus, al 12 settembre 2021 ed è stata presieduta, in rappresentanza del papa, dal cardinale Marcello Semeraro, prefetto della Congregazione delle cause dei santi. Durante la cerimonia di beatificazione, è stata beatificata insieme al cardinal Wyszyński anche madre Elisabetta Czacka, suora polacca amica del cardinale. La cerimonia è stata trasmessa in streaming anche sul canale YouTube dell'arcidiocesi di Varsavia. La Chiesa cattolica celebra la memoria del cardinal Wyszyński il 28 maggio, giorno della sua morte.

## Memoria
Nel 1981 Krzysztof Penderecki compose l'Agnus Dei del suo Requiem polacco in sua memoria.
Il 1º novembre 1999 a Stefan Wyszyński è stata intitolata l'Accademia Teologica Cattolica di Varsavia, ribattezzata Università Cardinale Stefan Wyszyński.
Nel 2000 fu girato un film sulla vita e sulla prigionia di Wyszyński, Il Primate - Tre Anni di Mille, diretto da Teresa Kotlarczyk. Il protagonista fu interpretato da Andrzej Seweryn.

## Genealogia episcopale e successione apostolica
La genealogia episcopale è:
- Cardinale Scipione Rebiba
- Cardinale Giulio Antonio Santori
- Cardinale Girolamo Bernerio, O.P.
- Vescovo Claudio Rangoni
- Arcivescovo Wawrzyniec Gembicki
- Arcivescovo Jan Wężyk
- Vescovo Piotr Gembicki
- Vescovo Jan Gembicki
- Vescovo Bonawentura Madaliński
- Vescovo Jan Małachowski
- Arcivescovo Stanisław Szembek
- Vescovo Felicjan Konstanty Szaniawski
- Vescovo Andrzej Stanisław Załuski
- Arcivescovo Adam Ignacy Komorowski
- Arcivescovo Władysław Aleksander Łubieński
- Vescovo Andrzej Stanisław Młodziejowski
- Arcivescovo Kasper Kazimierz Cieciszowski
- Vescovo Franciszek Borgiasz Mackiewicz
- Vescovo Michał Piwnicki
- Arcivescovo Ignacy Ludwik Pawłowski
- Arcivescovo Kazimierz Roch Dmochowski
- Arcivescovo Wacław Żyliński
- Vescovo Aleksander Kazimierz Bereśniewicz
- Arcivescovo Szymon Marcin Kozłowski
- Vescovo Mečislovas Leonardas Paliulionis
- Arcivescovo Bolesław Hieronim Kłopotowski
- Arcivescovo Jerzy Józef Elizeusz Szembek
- Vescovo Stanisław Kazimierz Zdzitowiecki
- Cardinale Aleksander Kakowski
- Cardinale August Hlond, S.D.B.
- Cardinale Stefan Wyszyński

La successione apostolica è:
- Vescovo Zdzisław Goliński (1947)
- Vescovo Piotr Kałwa (1949)
- Arcivescovo Antoni Baraniak, S.D.B. (1951)
- Vescovo Andrzej Wronka (1957)
- Vescovo Józef Drzazga (1958)
- Vescovo Wilhelm Pluta (1958)
- Vescovo Lech Kaczmarek (1959)
- Vescovo Waclaw Wycisk (1959)
- Vescovo Jan Czerniak (1959)
- Vescovo Jerzy Modzelewski (1959)
- Vescovo Henryk Grzondziel (1959)
- Vescovo Jan-Wawrzyniec Kulik (1959)
- Vescovo Wincenty Urban (1960)
- Vescovo Ignacy Ludwik Jeż (1960)
- Vescovo Jan Wosinski (1962)
- Arcivescovo Bronisław Dąbrowski, F.D.P. (1962)
- Vescovo Jan Wladyslaw Oblak (1962)
- Vescovo Zygfryd Ignacy Kowalski (1962)
- Arcivescovo Kazimierz Jan Majdański (1963)
- Vescovo Jan Pietraszko (1963)
- Vescovo Waclaw Skomorucha (1963)
- Vescovo Bogdan Bejze (1963)
- Vescovo Jan Zareba (1963)
- Vescovo Bogdan Marian Wincenty Sikorski (1964)
- Cardinale Władysław Rubin (1964)
- Vescovo Franciszek Musiel (1966)
- Arcivescovo Ignacy Marcin Tokarczuk (1966)
- Vescovo Jan Cieński (1967)
- Vescovo Jan Nowicki (1968)
- Vescovo Edward Henryk Materski (1968)
- Arcivescovo Szczepan Wesoły (1969)
- Vescovo Wladyslaw Miziolek (1969)
- Vescovo Julian Andrzej Wojtkowski (1969)
- Cardinale Henryk Roman Gulbinowicz (1970)
- Vescovo Mikolaj Sasinowski (1970)
- Vescovo Zbigniew Józef Kraszewski (1970)
- Vescovo Józef Kazimierz Kluz (1972)
- Vescovo Czeslaw Lewandowski (1973)
- Vescovo Marian Jozef Rechowicz (1974)
- Vescovo Jan Stefan Gałecki (1974)
- Vescovo Tadeusz Werno (1974)
- Vescovo Jan Michalski (1975)
- Arcivescovo Edward Kisiel (1976)
- Arcivescovo Alfons Nossol (1977)
- Cardinale Józef Glemp (1979)